# Hoàng Phu
Hoàng Phu (tiếng Trung: 黃郛; 1880-1936), tự Ưng Bạch (膺白), hiệu Chiêu Phủ (昭甫), là một chính khách và nhà ngoại giao đầu thời Dân Quốc.

## Thân thế sự nghiệp
Ông nguyên danh Thiệu Lân (紹麟), sinh ngày 8 tháng 3 năm 1880; người trấn Bách Quan, huyện Thượng Ngu, phủ Thiệu Hưng, tỉnh Chiết Giang.
Hoàng học tại trường quân sự Chiết Giang và Cầu Khởi Thư viện (nay là Đại học Chiết Giang) rồi sang Nhật. Hoàng tiếp xúc với Đồng minh hội khi học tập trong Học viện Lục quân Đế quốc Nhật Bản. Trong Cách mạng Tân Hợi, ông và Trần Kỳ Mỹ tuyên bố Thượng Hải độc lập và họ kết nghĩa anh em với Tưởng Giới Thạch.
Ông phải trốn ra nước ngoài sau khi Cách mạng lần thứ hai năm 1913 chống lại Viên Thế Khải thất bại, và trở về sau khi Viên chết, đại diện Chính phủ quân sự Chiết Giang tại Bắc Kinh. Khi Tôn Dật Tiên ra lệnh cho các đảng viên Quốc dân đảng tuyên thệ trung thành với cá nhân ông, Hoàng từ chối và bỏ đảng.
Ông ủng hộ Trung Hoa tham gia Thế chiến I với hi vọng giành lại lãnh thổ đã mất. Ông là một nhà ngoại giao dưới thời Tổng thống Từ Thế Xương, đồng tác giả của nhiều tác phẩm về kinh tế và đối ngoại, cũng như thường xuyên đến thuyết giảng tại các trường đại học. Ông tham gia phái đoàn Trung Hoa tại Hội nghị hải quân Washington, đem lại thắng lợi ngoại giao to lớn nhất cho Chính phủ Bắc Dương là giành lại Sơn Đông.
Sau khi Tào Côn bị lật đổ năm 1924 trong Chính biến Bắc Kinh, ông được Phùng Ngọc Tường mời làm Quyền Tổng thống Trung Hoa Dân Quốc. Ông tuyên bố nhiệm kỳ của Tào là vi hiến vì Tào được bầu do hối lộ, cũng hủy bỏ thỏa ước cho phép Phổ Nghi sống trong Tử Cấm Thành.
Hoàng có ảnh hưởng trong chiến thắng của Tưởng Giới Thạch trước Phùng Ngọc Tường và Diêm Tích Sơn, một trong những lý do chính khiến Chính phủ Vũ Hán của Uông Tinh Vệ sụp đổ. Sau đó ông giữ vài chức vụ trong Chính phủ Nam Kinh bao gồm Thị trưởng Thượng Hải, Bộ trưởng Ngoại giao, và Chủ tịch Ủy ban Chính trị Hoa Bắc. Dù có quan hệ thân thiết với Tưởng, ông không bao giờ tái gia nhập Quốc dân đảng he vì không muốn bị đánh đồng với những kẻ cơ hội gia nhập đảng trong và sau Chiến tranh Bắc phạt. Năm 1933, ông ký Hiệp định Đường Cô nhượng Sát Cáp Nhĩ, Nhiệt Hà và một phần Hà Bắc cho các chính quyền bù nhìn thân Nhật. Cũng như Tưởng, ông cho rằng Cộng sản là mối đe dọa nguy hiểm hơn người Nhật.
Ông qua đời ngày 6 tháng 12 năm 1936 vì bệnh ung thư phổi.